# Marie van Waning-Stevels

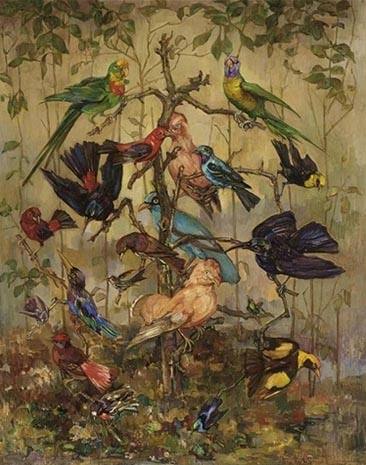
Vogels van plumagem diversa

Marie van Waning-Stevels (1874-1943) foi uma pintora holandesa.

## Biografia
Waning-Stevels, nascida Stevels a 2 de dezembro de 1874 em Gorinchem, frequentou a Akademie van beeldende kunsten (Real Academia de Arte, em Haia); estudou com Carolus Lambertus Waning. Em 1906 casou-se com o colega artista Cornelis Anthonij (Kees) van Waning (1861-1929). O seu trabalho foi incluído na exposição e venda Onze Kunst van Heden (A Nossa Arte de Hoje) em 1939 no Rijksmuseum em Amesterdão. Foi membro do Pulchri Studio em Haia.
Waning-Stevels faleceu no dia 14 de agosto de 1943, em Zeist.